# Ryszard Świerad
Ryszard Świerad (* 1955 in Wałbrzych; † 3. August 2011 in Spała, Powiat Tomaszowski) war ein polnischer Ringer. Er war Weltmeister 1982 im griechisch-römischen Stil im Federgewicht.

## Werdegang
Ryszard Świerad begann als Jugendlicher mit dem Ringen. Nach ersten Erfolgen im Juniorenbereich auf nationaler Ebene wurde er zum polnischen Spitzenklub Wisloka Dębica delegiert und dort von Czeslaw Korzen trainiert. Er konzentrierte sich voll auf den griechisch-römischen Stil.
Bereits 1973 wurde er mit 18 Jahren bei internationalen Meisterschaften eingesetzt. So startete er bei der Europameisterschaft in Helsinki im Papiergewicht (Klasse bis 48 kg Körpergewicht) und belegte dort mit zwei Siegen einen guten 6. Platz. Im selben Jahr überraschte er dann die Ringerwelt total, als er bei der Weltmeisterschaft in Teheran im Papiergewicht gar den 2. Platz belegte und damit Vize-Weltmeister wurde. Er siegte dort u. a. auch über den deutschen Meister Günter Maas. Erst im Endkampf unterlag er dem mehrfachen sowjetischen Weltmeister Wladimir Zubkow.
In den nächsten Jahren nahm Ryszard Swierad an Gewicht zu und hatte damit zu kämpfen, dass es damals in Polen eine große Breite an Weltklasseringern in den unteren Gewichtsklassen gab. Seine Konkurrenten in Polen waren z. B. Józef Lipień, Kazimierz Lipień, Jan Michalik und Piotr Michalik. Es dauerte deshalb bis 1976, ehe er wieder zu einem Einsatz bei einer internationalen Meisterschaft kam. Er kam dabei bei der Europameisterschaft 1976 in Leningrad im Bantamgewicht nach zwei Siegen und Niederlagen gegen József Doncsecz, Ungarn u. Farchat Mustafin, UdSSR, auf den 6. Platz. Bei den Olympischen Spielen 1976 kam er nicht zum Einsatz.
Im Jahre 1977 kam er bei der Europameisterschaft in Bursa im Federgewicht und bei der Weltmeisterschaft in Göteborg im Bantamgewicht zum Einsatz. Bei beiden Meisterschaften verpasste er mit einem 4. und einem 5. Platz knapp eine Medaille. In Bursa unterlag er in den entscheidenden Kämpfen gegen Nelson Dawidjan aus der UdSSR und gegen Ion Păun aus Rumänien. In Göteborg gelang ihm u. a. ein Sieg über Rolf Krauß aus der BRD. Er verlor aber gegen Pertti Ukkola aus Finnland und wieder gegen Farchat Mustafin.
Im Jahre 1980 wurde Ryszard Swierad in Prievidza Vize-Europameister im Federgewicht. Er siegte dabei u. a. über Ion Păun und Stylianos Migiakis aus Griechenland. Im Endkampf unterlag er gegen Nelson Dawidjan. Trotz dieses guten Ergebnisses bekam Ryszard Swierad keinen Platz in der polnischen Olympiamannschaft. In Moskau starteten im Feder- bzw. Bantamgewicht Józef und Kazimierz Lipień.
Ab 1981 startete er dann bis 1983 regelmäßig bei den Welt- und Europameisterschaften, weil die Gebrüder Lipień Ende 1980 zurückgetreten waren. Dabei feierte er bei der Europameisterschaft 1981 in Göteborg mit dem Titelgewinn im Federgewicht gleich einen großen Erfolg. Dafür ausschlaggebend waren seine Siege über István Tóth aus Ungarn und seinen Angstgegner Farchat Mustafin. Bei der Weltmeisterschaft dieses Jahres in Oslo verpasste er den Titelgewinn nur knapp. Er schlug dort u. a. Olympiasieger Pertti Ukkola und den türkischstämmigen US-Amerikaner Abdurrahim Kuzu, musste sich aber im entscheidenden Kampf diesmal gegen István Tóth geschlagen geben.
1982 erreichte Ryszard Swierad bei der Europameisterschaft in Warna im Federgewicht nur den 5. Platz. Bei der Weltmeisterschaft dieses Jahres in Kattowitz gelang ihm dann aber sein größter Sieg, denn er wurde mit fünf Siegen Weltmeister im Federgewicht. In den entscheidenden Kämpfen besiegte er dabei István Tóth und Rafail Nasibulow aus der UdSSR. Er wurde in Polen damit so populär, dass er bei der Wahl zum polnischen Sportler des Jahres einen sehr guten 4. Platz belegte.
Im Jahre 1983 war Ryszard Swierad dann nicht mehr so erfolgreich. Er belegte sowohl bei der Europameisterschaft in Budapest als auch bei der Weltmeisterschaft in Kiew im Federgewicht den 5. Platz. 1984 wurde ihm bei der Europameisterschaft der junge Bogusław Klozik vorgezogen. Es war aber sein Start bei den Olympischen Spielen in Los Angeles vorgesehen. Aus diesem Start wurde aber wegen des Boykotts dieser Spiele durch die damaligen sozialistischen Staaten nichts. So kam es, dass Ryszard Swierad in seiner langen Karriere nicht ein einziges Mal an Olympischen Spielen teilnahm.
1985 beendete er seine internationale Ringerlaufbahn und ließ sich an der Sporthochschule Gorzów, einer Außenstelle der Sporthochschule Posen, zum Ringertrainer ausbilden. Danach trainierte er verschiedene polnische Ringervereine und wurde zu Beginn der 1990er Jahre einer der verantwortlichen Trainer im polnischen Ringerverband für den griechisch-römischen Stil. Mitte der 1990er Jahre ging Ryszard Swierad nach Schweden und wurde dort schwedischer Nationaltrainer. Er hat dabei einige Ringer, wie z. B. Jimmy Samuelsson u. Ara Abrahamian zu Weltklasseringern geformt. 2009 trainierte er u. a. den dänischen Spitzenringer und Ex-Weltmeister Mark Overgaard Madsen.

## Internationale Erfolge
(WM = Weltmeisterschaft, EM = Europameisterschaft, GR = griechisch-römischer Stil, Pa = Papiergewicht, Ba = Bantamgewicht, Fe = Federgewicht, damals bis 48 kg, 57 kg u. 62 kg Körpergewicht)
- 1973, 3. Platz, Großer Preis der BRD in Moosburg an der Isar, GR, Pa, hinter Günter Maas, BRD u. Christow, Bulgarien;
- 1973, 6. Platz, EM in Helsinki, GR, Pa, mit Siegen über Haralambos Holidis, Griechenland u. Martin Svaty, CSSR u. Niederlagen gegen Wladimir Netswatajew, UdSSR u. Kauko Naavala, Schweden;
- 1973, 2. Platz, WM in Teheran, GR, Pa, mit Siegen über Karoly Kancsar, USA, Günter Maas, Ferenc Seres, Ungarn u. Moradali Shiradi, Iran u. einer Niederlage gegen Wladimir Zubkow, UdSSR;
- 1976, 6. Platz, EM in Leningrad, GR, Ba, mit Siegen über Hasan Artaner, Türkei u. Ernst Hack, Österreich u. Niederlagen gegen József Doncsecz, Ungarn u. Farchat Mustafin, UdSSR;
- 1977, 1. Platz, Großer Preis der BRD in Aschaffenburg, GR, Fe, vor Raidi Abramschwili, UdSSR u. Ilpo Seppälä, Finnland;
- 1977, 4. Platz, EM in Bursa, GR, Fe, hinter Ion Păun, Rumänien, Nelson Dawidjan, UdSSR u. László Réczi, Ungarn, vor Lars Malmkvist, Schweden u. Parvan Rangelow, Bulgarien;
- 1977, 5. Platz, WM in Göteborg, GR, Ba, mit Siegen über Fred Holm, Norwegen, Ap van Houten, Niederlande, József Doncsecz u. Rolf Krauß, BRD u. Niederlagen gegen Pertti Ukkola, Finnland und Farchat Mustafin;
- 1979, 1. Platz, Großer Preis der BRD in Aschaffenburg, GR, Fe, vor István Tóth, Ungarn, Boris Kramarenko, UdSSR, Ion Păun u. Lars Malmkvist;
- 1980, 3. Platz, Turnier in Västerås, GR, Fe, hinter Boris Kramarenko u. István Tóth;
- 1980, 2. Platz, EM in Prievidza, GR, Fe, mit Siegen über Domenico Giuffrida, Italien, Frans Jansen, Niederlande, Ion Păun u. Stylianos Migiakis, Griechenland u. einer Niederlage gegen Nelson Dawidjan, UdSSR;
- 1981, 1. Platz, Turnier in Västerås, GR, Fe, vor Abdurrahim Kuzu, USA u. Pekka Vehviläinen, Finnland;
- 1981, 1. Platz, Großer Preis der BRD in Aschaffenburg, GR, Fe, vor Nandor Szabo, Ungarn, Panajot Kirow, Bulgarien, Jean-Pierre Mercader, Frankreich u. Thomas Passarelli, BRD;
- 1981, 1. Platz, EM in Göteborg, GR, Fe, mit Siegen über Jean-Pierre Mercader, Lars Malmkwist, István Tóth, Farchat Mustafin u. Panajot Kirow;
- 1981, 2. Platz, WM in Oslo, GR, Fe, mit Siegen über Herbert Nigsch, Österreich, Pertti Ukkola, Finnland u. Panajot Kirow u. Niederlagen gegen Abdurahim Kuzu u. István Tóth;
- 1982, 5. Platz, EM in Warna, GR, Fe, hinter Rafail Nasibulow, UdSSR, Panajot Kirow, István Tóth, Jalabert, Frankreich u. Lars Malmkvist;
- 1982, 1. Platz, WM in Kattowitz, GR, Fe, vor Rafail Nasibulow, Panajot Kirow, Hannu Övermark, Finnland, István Tóth u. Lars Malmkvist;
- 1983, 4. Platz, Klippan-Turnier, GR, Fe, hinter Rafeil Nasibulow, Panajot Kirow u. Bernd Gabriel, BRD, vor Piotr Michalik, Polen;
- 1983, 5. Platz, EM in Budapest, GR, Fe, hinter Schiwko Wangelow Atanassow, Bulgarien, Constantin Uţă, Rumänien, Alexander Litwinow, UdSSR u. Günter Reichelt, DDR, vor Miroslav Starek, CSSR;
- 1983, 5. Platz, WM in Kiew, GR, Fe, hinter Hanli Lahtinen, Finnland, Günter Reichelt, Schiwko Wangelow Atanassow u. Miroslav Starek, vor Bernd Gabriel;
- 1984, 2. Platz, Großer Preis der BRD in Freiburg, GR, Fe, hinter Alexander Litwinow, vor Günter Reichelt u. Bernd Gabriel